# Província de Los Ríos
Los Ríos és una de les 24 províncies de l'Equador, situada a l'interior en els primers contraforts andins. La capital es Babahoyo i la ciutat més poblada i amb major creixement és la ciutat de Quevedo. La província consta de 13 cantons:
- Baba (Baba)
- Babahoyo (Babahoyo)
- Buena Fe (San Jacinto de Buena Fe)
- Mocache (Mocache)
- Montalvo (Montalvo)
- Palenque (Palenque)
- Pueblo Viejo (Puebloviejo)
- Quevedo (Quevedo)
- Urdaneta (Catarama)
- Quinsaloma
- Valencia (Valencia)
- Ventanas (Ventanas)
- Vinces (Vinces)